# Philippe Grivel
Philippe Grivel (* 29. Juni 1964) ist ein ehemaliger Schweizer Radrennfahrer und nationaler Meister im Radsport.

## Sportliche Laufbahn
Grivel war im Bahnradsport aktiv. Er war Teilnehmer der Olympischen Sommerspiele 1988 in Seoul. Im Punktefahren kam er beim Sieg von Dan Frost auf den 20. Rang. Bei den Bahnradsport-Weltmeisterschaften 1985 gewann er hinter Martin Penc die Silbermedaille im Punktefahren. Ebenfalls 1985 holte er den nationalen Titel im Punktefahren vor Bruno Holenweger.
Von 1987 bis 1989 wurde er Vize-Meister in dieser Disziplin, 1983 und 1986 kam er auf den dritten Platz. 1987 wurde er Vize-Meister in der Einerverfolgung. Grivel startete während seiner gesamten Laufbahn als Amateur.